# Montana elegans
Montana elegans är en insektsart som först beskrevs av Boris Petrovich Uvarov 1934.  Montana elegans ingår i släktet Montana och familjen vårtbitare. Inga underarter finns listade i Catalogue of Life.